# Шостак-Орлова Ірина Едуардівна
Ірина Едуардівна Шостак-Орлова (24 серпня 1960, Вінниця) — українська художниця. Працює у техніках батику, колажу, вишивки, експериментального текстилю, ручного ткацтва.

## Біографічна довідка
У 1985 році закінчила відділення художнього текстилю Львівського державного інституту декоративно-прикладного мистецтва (педагоги — Н. Дяченко, Т. Печенюк).
Член Вінницької обласної організації Національної спілки художників України з 2002 року.